# По дорогим местам
«По дорогим местам» — литературоведческая книжная серия, предназначенная для детей среднего и старшего школьного возраста. Выпуск начат в 1956 Государственным издательством детской литературы (Детгиз), преобразованным в 1963 в издательство «Детская литература» (Москва) с отделением в Ленинграде. Выходила до конца 1980-х; некоторые книги выдержали несколько изданий.
Формат: 70x90/16 (~170х215 мм); художественно оформленныё переплёт, у многих изданий цветная суперобложка.
- 1956 — Поповкин А. Ясная Поляна. — М.: Детгиз, 1956. — 96 с. — (По дорогим местам). — 30 000 экз.
- 1958 — Липеровская С. И. На родине И. С. Тургенева. — М.: Детгиз, 1958. — 192 с. — (По дорогим местам). — 30 000 экз.
- 1960 — Гессен А. И. Набережная Мойки, 12. Последняя квартира А. С. Пушкина. — М.: Детгиз, 1960. — 256 с. — (По дорогим местам). — 75 000 экз.
- 1961 — Липеровская С. И. На родине И. С. Тургенева. — 2-е изд. — М.: Детгиз, 1961. — 192 с. — (По дорогим местам). — 100 000 экз.
- 1962 — Басина М. Я. Там, где шумят Михайловские рощи. — М.: Детгиз, 1962. — 240 с. — (По дорогим местам). — 85 000 экз.
- 1963 — Гессен А. И. Набережная Мойки, 12: Последняя квартира А. С. Пушкина. — Изд. 2-е. — М.: Детгиз, 1963. — 256 с. — (По дорогим местам). — 100 000 экз.
- 1966 — Яновский-Максимов Н. М. Последние годы Багрова-внука: С. Т. Аксаков в Абрамцеве. — М.: Детская литература, 1966. — 216 с. — (По дорогим местам).
- 1968 — Андреев-Кривич С. А. Тарханская пора: (О М. Ю. Лермонтове). — М.: Детская литература, 1968. — 240 с. — (По дорогим местам).
- 1968 — Гессен А. И. …Москва, я думал о тебе!: Пушкин в Москве / Оформление Евг. Когана. — М.: Детская литература, 1968. — 344 с. — (По дорогим местам). — 50 000 экз. (в пер., суперобл.)
- 1969 — Басина М. Я. На берегах Невы: (А. С. Пушкин в 1817—1820 гг.). — Л.: Дет. лит., [Ленингр. отд-ние], 1969. — 256 с. — (По дорогим местам).
- 1970 — Либединская Л. Б. Жизнь и стихи: (О жизни и творчестве А. Блока). — М.: Детская литература, 1970. — 160 с. — (По дорогим местам).
- 1971 — Басина М. Я. Там, где шумят Михайловские рощи. — Л.: Дет. лит., Ленингр. отд-ние, 1971. — 272 с. — (По дорогим местам).
- 1975 — Басина М. Я. Город поэта: Документальная повесть (о жизни А. С. Пушкина в Лицее). — Л.: Дет. лит., Ленингр. отд-ние, 1975. — 272 с. — (По дорогим местам).
- 1975 — Иванова Т. А. Лермонтов на Кавказе: Эссе. — М.: Детская литература, 1975. — 216 с. — (По дорогим местам).
- 1976 — Басина М. Я. На берегах Невы: Докум. повесть о Пушкине. — Л.: Дет. лит., Ленингр. отд-ние, 1976. — 256 с. — (По дорогим местам).
- 1976 — Либединская Л. Б. Герцен в Москве: Художественно-документальный очерк. — М.: Детская литература, 1976. — 208 с. — (По дорогим местам). (см. Герцен, Александр Иванович; Огарёв, Николай Платонович)
- 1977 — Смольников И. Ф. Середина столетия: Историко-литературный очерк : (о Л. Н. Толстом и И. С. Тургеневе). — Л.: Дет. лит., Ленингр. отд-ние, 1977. — 208 с. — (По дорогим местам). — 100 000 экз.
- 1979 — Басина М. Я. Сквозь сумрак белых ночей: Докум. повесть: (О Ф. М. Достоевском). — Л.: Дет. лит., Ленингр. отд-ние, 1979. — 232 с. — (По дорогим местам).
- 1979 — Иванова Т. А. Лермонтов в Москве. — М.: Детская литература, 1979. — 208 с. — (По дорогим местам).
- 1979 — Некрасов Н. К. О Волга!.. колыбель моя!: Очерк: (О Н. А. Некрасове). — М.: Детская литература, 1979. — 190 с. — (По дорогим местам).
- 1980 — Афанасьев В. В. «Родного неба милый свет…»: В. А. Жуковский в Туле, Орле и Москве: Докум. повесть. — М.: Детская литература, 1980. — 240 с. — (По дорогим местам).
- 1985 — Козлова Л. П., Камчатова Т. В. Жил труженик с высокою душой: Докум. очерк (О жизни В. Г. Белинского в Петербурге). — Л.: Дет. лит., Ленингр. отд-ние, 1985. — 128 с. — (По дорогим местам).
- 1986 — Пьянов А. С. Под голубыми небесами: Докум. повесть: (О связях Пушкина с Тверским краем). — М.: Детская литература, 1986. — 160, [16] с. — (По дорогим местам).
- 1987 — Чагин Г. В. Декабристы в Москве: Художественно-документальный очерк. — М.: Детская литература, 1987. — 176, [16] с. — (По дорогим местам). — 100 000 экз.

## Список книг по авторам
1. Андреев-Кривич С. А. Тарханская пора. [М. Ю. Лермонтов] (1963, 1968)
2. Басина М. Я. Там, где шумят Михайловские рощи. [Пушкинский заповедник (Михайловское, Тригорское, Петровское, Святогорский монастырь)] (1962, 1971)
3. Басина М. Я. Город поэта. [А. С. Пушкин и Царскосельский лицей] (1965, 1974, 1975)
4. Басина М. Я. На брегах Невы. (1969, 1976)
5. Басина М. Я. Литейный, 36. [Н. А. Некрасов] (1971) — первая книга трилогии «Великие обличители»
6. Басина М. Я. Петербургская повесть. [Н. В. Гоголь] (1974) — вторая книга трилогии «Великие обличители»
7. Басина М. Я. Сквозь сумрак белых ночей. [Ф. М. Достоевский] (1979) — третья книга трилогии «Великие обличители»
8. Басина М. Я. Далече от брегов Невы. [А. С. Пушкин] (1985)
9. Виноградова К. М. Жизнь среди народа. [Антон Павлович Чехов в Мелихове] (1962)
10. Гессен А. И. Москва, я думал о тебе. [А. С. Пушкин] (1968)
11. Гессен А. И. Набережная Мойки, 12. [Последняя квартира А. С. Пушкина] (1960, 1963)
12. Золотоусский И. П. По следам Гоголя. (1984, 1988)
13. Иванова Т. А. Четыре лета. [Лермонтов и усадьба Середниково] (1959)
14. Иванова Т. А. Лермонтов на Кавказе. (1975)
15. Иванова Т. А. Лермонтов в Москве. (1979)
16. Козлова Л. П., Камчатова Т. В. Жил труженик с высокою душой. [В. Г. Белинсийо в Петербурге] (1985)
17. Либединская Л. Б. Герцен в Москве. [А. И. Герцен и Н. П. Огарёв] (1976)
18. Липеровская С. И. На родине И. С. Тургенева. [Музей-заповедник Спасское-Лутовиново и музей И. С. Тургенева в г. Орле] (1958, 1961)
19. Некрасов Н. К. О Волга!.. колыбель моя! [Н. А. Некрасов] (1979)
20. Поповкин А. Ясная Поляна. [Л. Н. Толстой] (1956)
21. Пьянов А. С. Под голубыми небесами. [О связях Пушкина с Тверским краем] (1986)
22. Смольников И. Ф.. Середина столетия. [Л. Н. Толстой в Ясной Поляне и И. С. Тургенев в Спасском-Лутовинове] (1977)
23. Чагин Г. В. Тютчев в Москве. (1984)
24. Чагин Г. В. Декабристы в Москве. (1987)
25. Яновский-Максимов Н. М. Последние годы Багрова-внука. [С. Т. Аксаков в Абрамцеве] (1966)
26. За тебя, Революция. Очерки, рассказы, стихи. Сборник. (1978) — сборник рассказов, очерков, стихов о героях революции и гражданской войны, захороненных на Марсовом поле в Ленинграде.